# Varredura de portas
Um port scanner (scanner de porta) são ferramentas com o objetivo de mapear as portas TCP e UDP. Neste teste ele identifica o status das portas, se estão fechadas, escutando ou abertas. Pode-se explicitar o range de portas que o aplicativo irá escanear, por ex: 25 a 80. Geralmente, os port scanners são usados por pessoas mal intencionadas para identificar portas abertas e planejar invasões. Pode também ser usado por empresas de segurança para análise de vulnerabilidades (pen test). Um dos port scanners mais conhecidos é o nmap.